# TUGZip
TUGZipは Microsoft Windows 向けのフリーウェアのファイルアーカイバ。
zip、rar、gzip、bzip2、sqx、7z といったよく使われる形式の他、BIN、C2D、IMG、ISO、NRG のようなディスクイメージファイルも閲覧できる。
TUGZip 3.5.0.0 のリリース以降、作者が時間をとれなくなったため、開発は止まっている。

## サポートしているフォーマット
TUGZipは以下のフォーマットをサポートしている。

### ディスクイメージ
- BIN
- C2D
- IMG
- ISO
- NRG

### ファイルアーカイブ
- 7z (7-zip)
- A
- ACE（解凍のみ。圧縮その他の機能にはAce32.exeが必要）
- ARC
- ARJ
- BH
- BZ2
- CAB
- CPIO
- DEB
- GCA
- GZ
- IMP
- JAR
- LHA (LZH)
- LIB
- RAR（解凍のみ。圧縮にはrar.exeが必要）
- RPM
- SQX
- TAR
- TAZ
- TBZ
- TGZ
- YZ1
- ZIP
- ZOO